# Quercus macrocalyx
Quercus macrocalyx — вид рослин з родини букових (Fagaceae); поширений у південно-східній Азії.

## Опис
Дерево до 25 м заввишки. Кора сіра, злегка шорстка. Молоді гілочки запушені, стають безволосими. Листки 13–24 × 4–8 см, еліптично-овальні або довгасто-еліптичні; верхівка гостра до коротко гострої; основа клиноподібна; край цілий або з дрібними зубчиками біля верхівки; голі з обох боків (молоді — густо-оранжево-коричнево-запушені), білуваті знизу; ніжка листка 1 см завдовжки, спочатку запушена, стає голою. Чоловічі суцвіття довжиною 10–15 см, густо-темно-волосисті. Маточкові суцвіття поодинокі, довжиною 2.5–3.5 см. Жолудь 3–4 см завдовжки й 2–3 см у діаметрі, 4–5 разом, майже весь вкритий товстою чашечкою; дозріває 2 роки.
Період цвітіння: березень — квітень. Період плодоношення: жовтень — грудень.

## Середовище проживання
Поширений на півдні Китаю, у Лаосі, В'єтнамі; можливо має ширший ареал.
Трапляється в субтропічних гірських лісах та вічнозелених та вапнякових вічнозелених лісах; на висотах 500–1800 м.

## Використання
Використовується як дрова в Лаосі, якщо не по всьому ареалу.